# Omomorfismo di anelli
In algebra, un omomorfismo di anelli è una funzione fra due anelli che conserva le due operazioni di addizione e moltiplicazione.

## Definizione
Siano {\displaystyle (A,+,\cdot )} e {\displaystyle (B,\oplus ,\odot )} due anelli. Una funzione {\displaystyle f:A\longrightarrow B} è un omomorfismo di anelli se, per ogni {\displaystyle a,b\in A},
- {\displaystyle f(a+b)=f(a)\oplus f(b);}
- {\displaystyle f(a\cdot b)=f(a)\odot f(b).}

Di conseguenza, {\displaystyle f} è un omomorfismo di anelli se e solo se è un omomorfismo tra i gruppi {\displaystyle (A,+)} e {\displaystyle (B,\oplus )} e tra i semigruppi {\displaystyle (A,\cdot )} e {\displaystyle (B,\odot )}.
Se {\displaystyle f} è una funzione biunivoca, allora la sua inversa {\displaystyle f^{-1}} è anch'essa un omomorfismo di anelli. In tal caso, {\displaystyle f} è detto isomorfismo di anelli.
La composizione di due omomorfismi di anelli è un omomorfismo di anelli. La classe di tutti gli anelli con i loro omomorfismi forma quindi una categoria.

### Omomorfismi unitari
Se i due anelli sono unitari, e l'immagine dell'unità di {\displaystyle A} è l'unità di {\displaystyle B}, allora l'omomorfismo è detto unitario. Spesso, in contesti in cui tutti gli anelli considerati sono unitari (come ad esempio nella gran parte dell'algebra commutativa) vengono considerati solo gli omomorfismi unitari.
In questo caso, {\displaystyle f} induce una mappa tra gli elementi invertibili di {\displaystyle A} e gli elementi invertibili di {\displaystyle B}, che risulta essere un omomorfismo di gruppi.

## Esempi
Esempi banali di omomorfismi sono l'identità {\displaystyle \mathrm {id} :A\longrightarrow A}, l'inclusione di anelli {\displaystyle i:A\longrightarrow B} (dove {\displaystyle B} è un sottoanello di {\displaystyle A}) e l'omomorfismo nullo che manda ogni elemento di {\displaystyle A} nello zero di {\displaystyle B}. Mentre l'identità è sempre un omomorfismo unitario e l'omomorfismo nullo non lo è mai, un'inclusione può non essere unitaria anche se entrambi gli anelli possiedono unità: ad esempio, se {\displaystyle A} è un anello, {\displaystyle A\times A} il prodotto diretto di {\displaystyle A} con sé stesso (ovvero il prodotto cartesiano dotato delle operazioni termine a termine) allora l'inclusione {\displaystyle f} tale che {\displaystyle f(a)=(a,0)} è un omomorfismo, ma non è un omomorfismo unitario.
Un altro esempio di omomorfismo è la funzione {\displaystyle f:\mathbb {Z} \longrightarrow \mathbb {Z} _{n}}, definita come {\displaystyle f(a)=[a]} (dove {\displaystyle \mathbb {Z} _{n}} è l'anello delle classi di resto modulo {\displaystyle n}). Viceversa, l'unico omomorfismo da {\displaystyle \mathbb {Z} _{n}} a {\displaystyle \mathbb {Z} } è l'omomorfismo nullo.
Dato un anello commutativo {\displaystyle A}, e un elemento {\displaystyle a\in A}, la funzione che associa ad ogni polinomio {\displaystyle p} di {\displaystyle A[X]} la sua valutazione {\displaystyle p(a)} è un omomorfismo da {\displaystyle A[X]} ad {\displaystyle A}, detto omomorfismo di valutazione. Esso è usato, ad esempio, nella teoria di Galois e nello studio dei polinomi a valori interi.

## Proprietà
- Il nucleo di {\displaystyle f},

{\displaystyle \ker(f)=\{a\in A|f(a)=0\}}
è un ideale bilatero di {\displaystyle A}. Viceversa, ogni ideale bilatero di {\displaystyle A} è il nucleo di un omomorfismo di anelli. Al contrario, gli ideali destri ma non sinistri (o viceversa) non sono nuclei di alcun omomorfismo. Se {\displaystyle A} è commutativo e {\displaystyle B} è un dominio d'integrità, allora il nucleo è un ideale primo di {\displaystyle A}.
- L'immagine di {\displaystyle f} è un sottoanello di {\displaystyle B}.
- Se {\displaystyle A} è un corpo (ad esempio, se è un campo) ed {\displaystyle f} è non nullo, allora è iniettivo. Questo segue dal fatto che i corpi non hanno ideali bilateri non banali.
- Per ogni anello unitario {\displaystyle A}, esiste un solo omomorfismo unitario dall'anello dei numeri interi {\displaystyle \mathbb {Z} } ad {\displaystyle A}, detto omomorfismo caratteristico dell’anello {\displaystyle A}. Nel linguaggio della teoria delle categorie, l'anello {\displaystyle \mathbb {Z} } è quindi un oggetto iniziale della categoria degli anelli unitari.